# Salariul groazei
Salariul groazei  (în franceză Le salaire de la peur, în italiană Vite vendute) este un film thriller franțuzesco-italian din 1953 scris și regizat de Henri-Georges Clouzot, cu Yves Montand în rolul principal; după un roman de Georges Arnaud. 
Filmul a câștigat Ursul de Aur și Palme d'Or la Festivalul de Film de la Berlin din 1953 și, respectiv, la Festivalul de Film de la Cannes, ceea ce a permis regizorului să realizeze filmul de groază Diabolicele (1955). În Franța, a fost al patrulea film al anului după încasări, cu un total de 6,944,306 de spectatori.

## Rezumat
Când puțul de petrol al unei companii americane ia foc, compania angajează patru bărbați europeni, aflați în America în căutarea norocului, să conducă două camioane pe drumuri de munte, încărcate cu nitroglicerină necesară pentru stingerea flăcărilor. 

## Distribuție

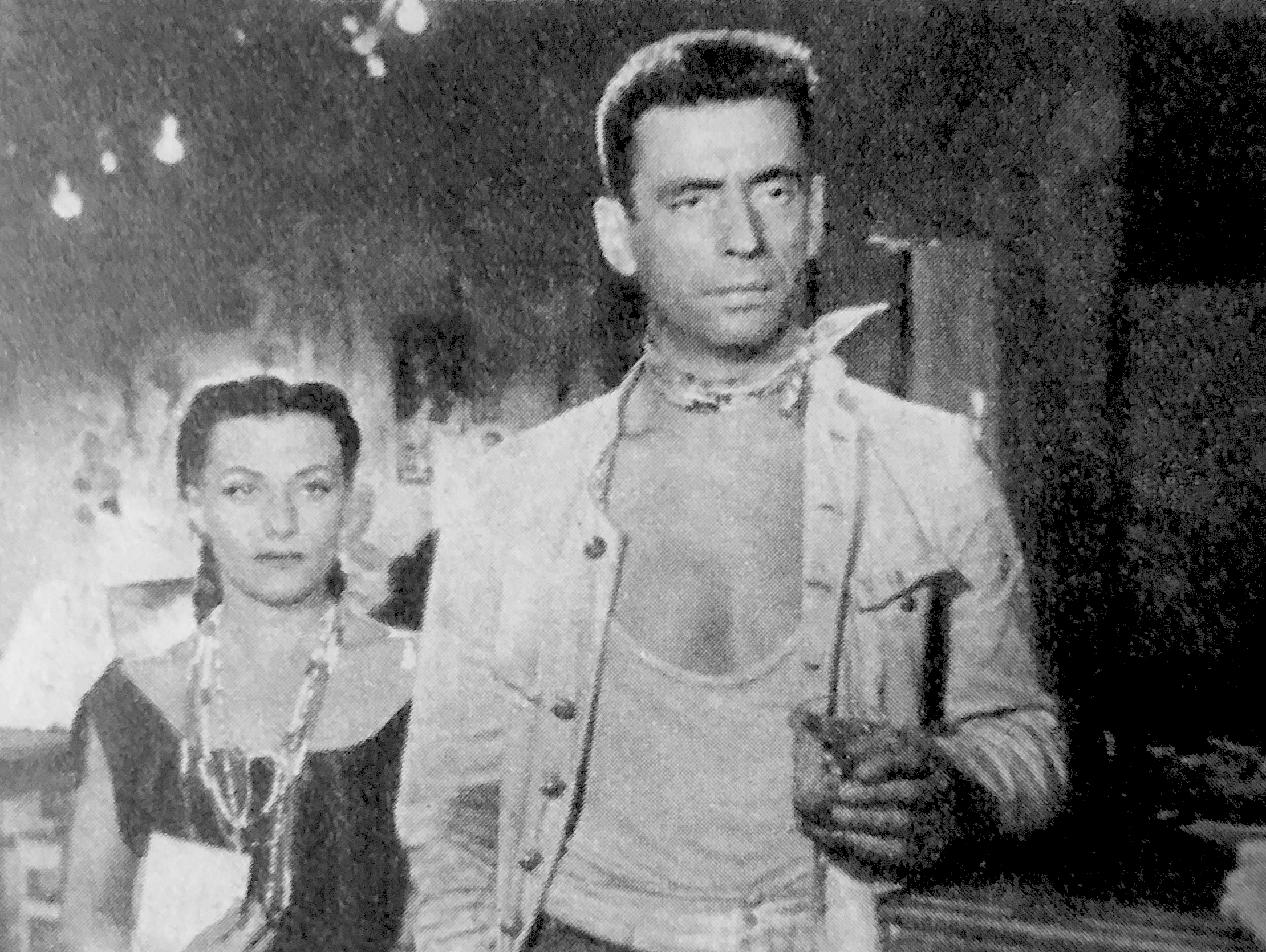
Yves Montand și Véra Clouzot într-o scenă din film

- Yves Montand – Mario
- Charles Vanel – Jo
- Folco Lulli – Luigi
- Peter van Eyck – Bimba
- Véra Clouzot – Linda
- William Tubbs – Bill O'Brien
- Darío Moreno – Hernandez
- Jo Dest – Smerloff
- Luis De Lima – Bernardo
- Antonio Centa – Camp Chief
- Darling Légitimus – Rosa

## Legături externe
- Salariul groazei la Internet Movie Database